# Nazionale femminile di pallavolo delle Isole Vergini Britanniche
La nazionale di pallavolo femminile delle Isole Vergini Britanniche è una squadra nordamericana composta dalle migliori giocatrici di pallavolo delle Isole Vergini Britanniche ed è posta sotto l'egida della Federazione pallavolistica delle Isole Vergini Britanniche.

## Risultati
La nazionale di pallavolo femminile delle Isole Vergini Britanniche non ha mai partecipato ad alcuna competizione.